# Sicherheit und Frieden
Sicherheit und Frieden (kurz: S+F) ist eine deutsche Fachzeitschrift für Friedens- und Sicherheitspolitik. Mit einem vierteljährlichen Erscheinen seit 1983 und einer Auflage von 800 Exemplaren gilt sie als etabliert, wurde allerdings 2004 neu konzipiert. Es gibt nun auch einen Anteil referierter Aufsätze (peer-review). Schriftleiter ist derzeit Michael Brzoska vom Institut für Friedensforschung und Sicherheitspolitik an der Universität Hamburg (IFSH). Weitere Herausgeber sind, Volker Franke vom Bonn International Center for Conversion (BICC), Heiner Hänggi vom Geneva Centre for the Democratic Control of Armed Forces (DCAF), Heinz-Dieter Jopp von der Führungsakademie der Bundeswehr (FüAK), Walter E. Feichtinger vom Institut für Friedenssicherung und Konfliktmanagement in Wien, Patricia Schneider (Chefredakteurin) vom IFSH und Hans J. Giessmann vom Berghof Forschungszentrum für konstruktive Konfliktbearbeitung in Berlin. Zum wissenschaftlichen Beirat der Zeitschrift gehören Alyson J. K. Bailes von der University of Iceland in Reykjavík, Detlef Bald aus München, Joachim Betz vom Institut für Asienstudien in Hamburg (GIGA), Hans-Peter Dürr, Träger des Alternativen Nobelpreises (München), Pál Dunay vom Genfer Zentrum für Sicherheitspolitik (GCSP), Sabine Jaberg von der Führungsakademie der Bundeswehr in Hamburg, Charles A. Kupchan von der Georgetown University in Washington, D.C., Martin Kutz aus Hamburg, Krzysztof Ruchniewicz vom Willy-Brandt-Zentrum für Deutschland- und Europastudien in Wrocław, Susanne Feske von der Universität in Münster, Martina Fischer vom Berghof Forschungszentrum für Konstruktive Konfliktbearbeitung in Berlin, Sabine von Schorlemer von der TU Dresden, Bates Gill vom Stockholmer Institut zur internationalen Friedensforschung (SIPRI) und Ljubica Jelusic von der Universität Ljubljana in Slowenien.

## Thematik
Die Zeitschrift versteht sich als Forum der Kommunikation für Wissenschaft und Politik, zwischen ziviler Gesellschaft und Streitkräften, in dem Analyse, Insiderbericht, Standortbestimmung und Einschätzung Platz haben. Dabei spielen die Themen der Sicherheitspolitik, der Friedensforschung, von naturwissenschaftlichen Aspekten der Rüstungskontrolle bis zu Fragen der Nationenbildung in Nachkriegsgesellschaften eine Rolle.

## Herausgabe
Die Hefte der Zeitschrift haben jeweils ein Schwerpunktthema. Neben dem Schwerpunkt werden aber auch Texte zu allgemeinem Themen der Sicherheitspolitik und Friedensforschung veröffentlicht. Aufsätze erscheinen in deutscher und englischer Sprache und es gibt auch einen großen Teil mit Buchbesprechungen.
Das Begutachtungsverfahren der Zeitschrift wird von den Autorinnen und Autoren gewählt, das heißt die Qualität der Zeitschrift wird entweder durch Herausgeber und Redaktion oder einem zusätzlichen Begutachtungsverfahren mit externen Gutachtern sichergestellt.